# Boeing F-47

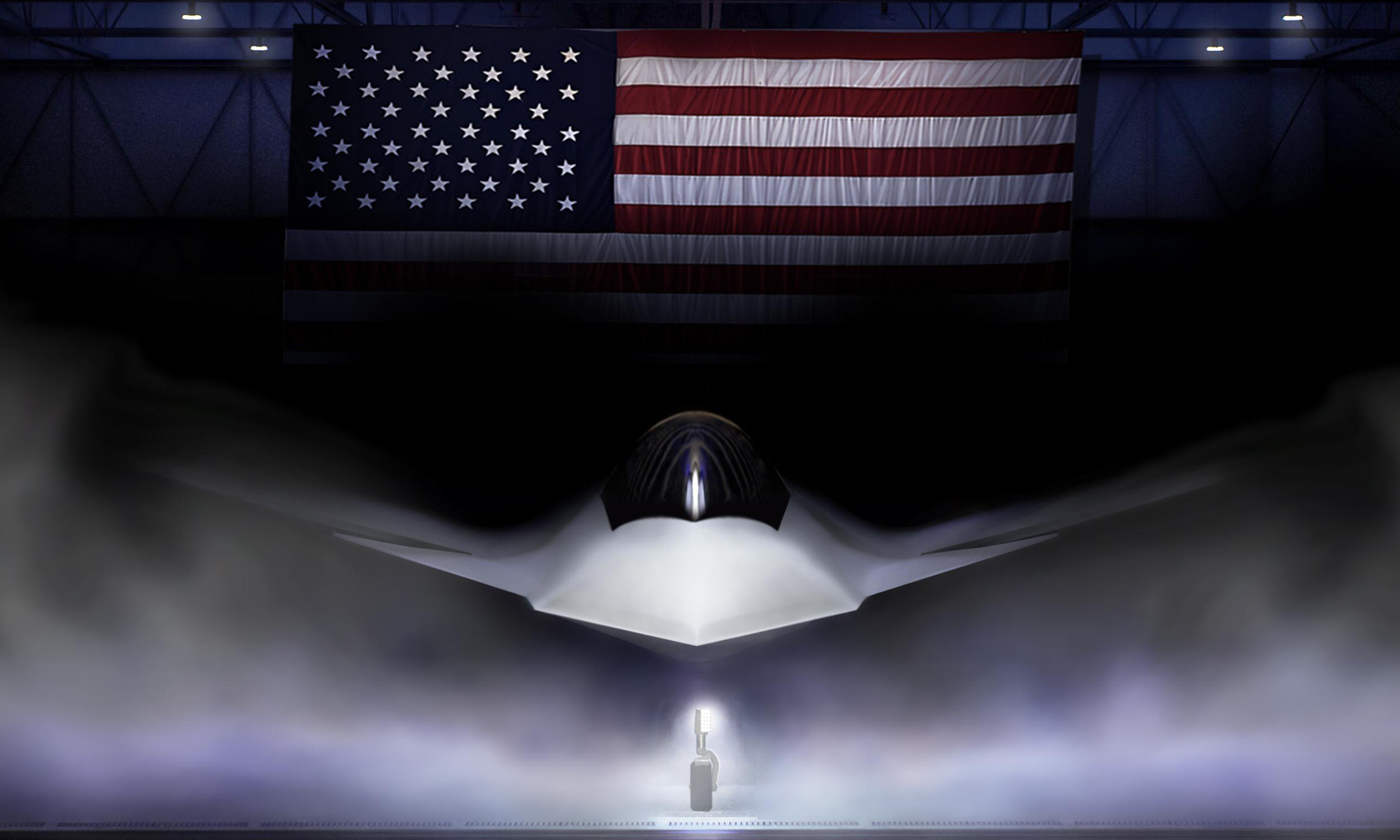
Konceptbild.

Boeing F-47 är ett kommande stridsflygplan av sjätte generationen som ska utvecklas av Boeing för USA:s flygvapen under programmet Next Generation Air Dominance (NGAD). Det är tänkt att vara efterföljaren till Lockheed Martin F-22 Raptor. 
Experimentella flygtester har pågått sedan sedan 2020, och drift planeras kring 2030.
Mycket lite är känt om flygplanets prestanda och teknik. Definitionen av ”sjätte generationen” är också mycket oklar men modulär design för att underlätta uppgraderingar, omfattande nätverkskapacitet och förmåga att dirigera drönare nämns.